# Lázně Bělohrad
Lázně Bělohrad (auparavant : Nová Ves ; en allemand : Neudorf ou Mislitz) est une ville du district de Jičín, dans la région de Hradec Králové, en République tchèque. Sa population s'élevait à 3 720 habitants en 2024.

## Géographie
Lázně Bělohrad se trouve à 16 km à l'est de Jičín, à 30 km au nord-ouest de Hradec Králové et à 91 km au nord-est de Prague.
La commune est limitée par Nová Paka au nord, par Pecka au nord-est et à l'est, par Vřesník et Tetín à l'est, par Lukavec u Hořic au sud, et par Šárovcova Lhota au sud-ouest, et par Svatojanský Újezd et Choteč à l'ouest.

## Histoire
La première mention écrite de la localité date de 1267.

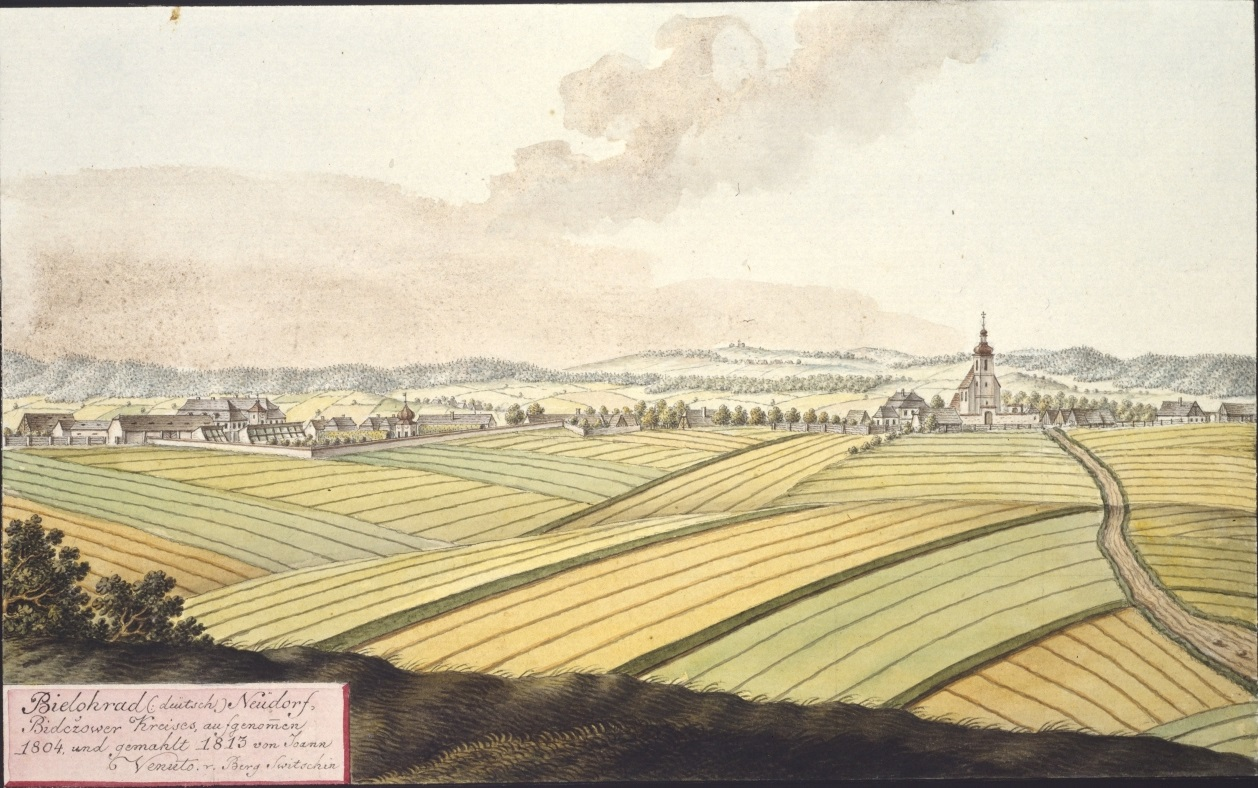
Lázně Bělohrad en 1813, par Joann Venuto.

## Patrimoine

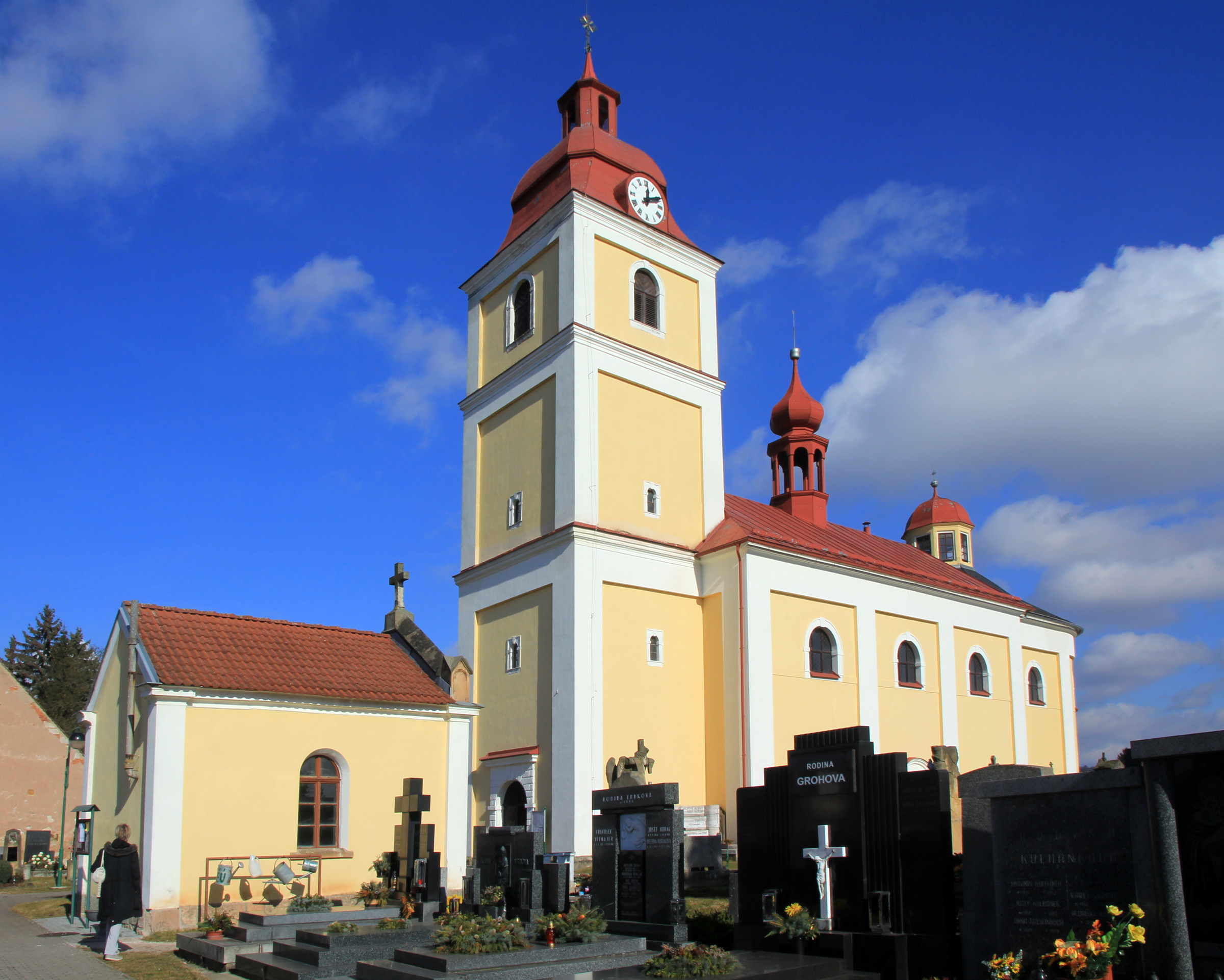
Église de Tous les Saints.
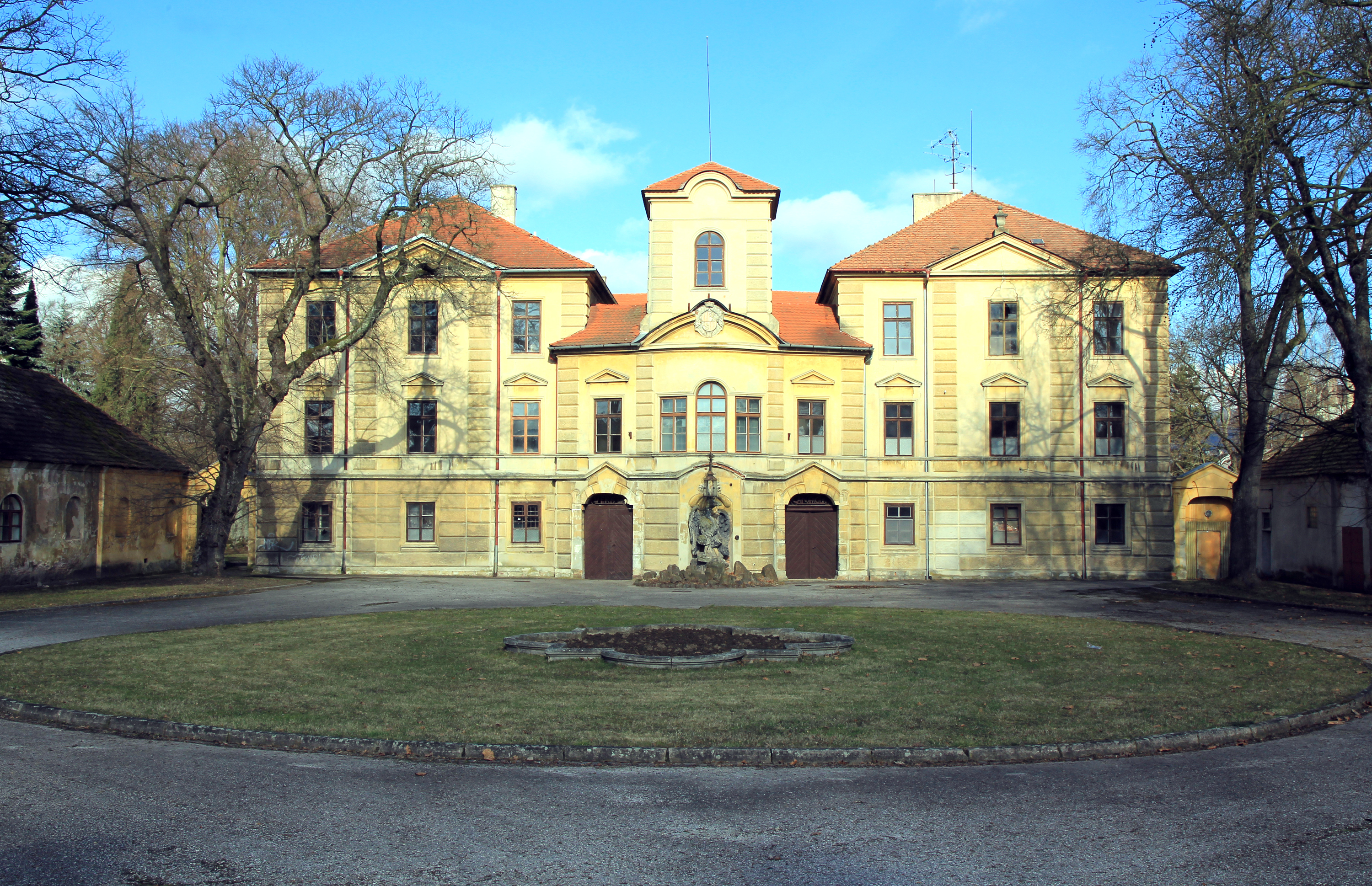
Château de Lázně Bělohrad.

## Transports
Par la route, Lázně Bělohrad se trouve à 9 km de Hořice, à 18,5 km de Jičín, à 39 km de Hradec Králové et à 113 km de Prague.